# Centrale del Latte della Toscana
La Centrale del Latte della Toscana è un'unità operativa con sede a Firenze di Centrale del Latte d'Italia S.p.A., una holding italiana che opera nel settore lattiero-caseario appartenente al gruppo NewPrinces.
Commercializza i suoi prodotti con il marchio Mukki.

## Storia

### Le origini
Nel 1934 si costituirono a Firenze tre consorzi per la conservazione e la distribuzione del latte fresco, per le esigenze della crescente popolazione cittadina.
Nel 1951 dietro la spinta del sindaco Giorgio La Pira, fu creato il Consorzio per la centrale del Latte di Firenze SpA, che dopo la costruzione dello stabilimento iniziò la produzione nel 1954.
L'azienda aveva un capitale sociale di 5.250.000 Lire rappresentato da 5.250 azioni. La compagine proprietaria era costituita dal Consorzio Agrario e dalla "Cooperativa Latte e derivati" (entrambi con 2.500 azioni), nonché dalla Cassa di Risparmio di Firenze e dalla Banca Nazionale del Lavoro (125 azioni ciascuna).
Negli anni sessanta, a seguito del fallimento dalla "Cooperativa Latte e derivati", il Comune di Firenze rilevò 5000 azioni, pari al 95% della società, rimanendo le restanti azioni in capo alle due banche.
Nel 1966 la Centrale del Latte lanciò il marchio "Mukki", divenendo la prima azienda italiana a commercializzare un latte fresco, intero e omogeneizzato, in confezioni rettangolari brik.
Nel 1983 l'azienda si espanse tramite la fusione con la Centrale del latte di Pistoia e il Consorzio provinciale livornese del Latte cambiando quindi la denominazione in Centrale del Latte di Firenze, Pistoia e Livorno che nel 1998 acquistò l'intero capitale del Centro Latte Lucca.
Il 30 settembre 2016 si fuse per incorporazione con la Centrale del Latte di Torino & C. S.p.A che assunse la nuova denominazione di Centrale del Latte d'Italia S.p.A..

### 2016: Centrale del Latte della Toscana
Contestualmente alla fusione, il 30 settembre 2016 è avvenuto il conferimento da parte di Centrale del Latte d'Italia dell’azienda Mukki, appartenente alla Centrale del Latte di Firenze, Pistoia e Livorno, in una nuova società, interamente posseduta da Centrale del Latte d'Italia avente sede legale ed operativa a Firenze denominata Centrale del Latte della Toscana.
Nel luglio del 2020 si è perfezionata la fusione per incorporazione di Centrale del Latte della Toscana S.p.A. e Centrale del Latte di Vicenza S.p.A in Centrale del Latte d'Italia S.p.A, appartenete al gruppo Newlat Food che nel 2025 viene ridenominato NewPrinces S.p.A..

## Gli stabilimenti
Il primo stabilimento della Centrale del Latte era situato in via Circondaria, nella zona nord-ovest della città, a ridosso della linea ferroviaria. Tra la fine degli anni novanta e il 2005 è avvenuta la costruzione del nuovo impianto collocato in area più periferica, nei pressi del Mercato ortofrutticolo di Novoli.
Lo spostamento della sede rientrava nel ridisegno del nodo ferroviario di Firenze, finalizzato al passaggio della linea ad alta velocità e alla realizzazione della nuova stazione dedicata, prevista proprio nei dintorni della vecchia Centrale del Latte.
L'attuale stabilimento occupa 37.000 m² di cui 12.000 m² di superficie coperta e produce circa 100 milioni di litri all'anno di latte fresco e altopastorizzato, nonché 35 milioni circa di litri all'anno di latte UHT.
Lo stabilimento, con oltre 150 automezzi, rifornisce circa 11.000 punti vendita.